# Alfredo Stroessner
Alfredo Stroessner Matiauda (n. 1912,  Encarnación, Paraguay - d. 16 august 2006, Brasilia, Brazilia), al cărui nume prezintă următoarele variante de scriere: Stroessner, Strössner sau Strößner, a fost un general paraguayan de origine paraguayano-germană,  fost președinte al republicii Paraguay între anii 1954–1989, pe care a condus-o dictatorial după ce a preluat puterea prin puciul militar din 6 mai 1954. A fost destituit în urma unei lovituri de stat în 1989. 

## Dictatura
La 4 mai 1954 Stroessner (pe atunci un general cu 4 stele) a condus o lovitură de stat pentru al deposeda pe președintele Frederico Chavez. Pe atunci Paraguay era în instabilitate politică și între 1948 și 1954 (deci în 6 ani) au avut 13 președinți! Pe scurt era haos: climatul perfect pentru o lovitură de stat. La alegerile din 15 august 1954 Stroessner a câștigat "cinstit". Primul lucru pe care l-a făcut Stroessner a fost să declare capitala Paraguayului, Asuncion, în stare de asediu. De ce? Deoarece în felul ăsta poliția putea da buzna la tine în casă oricând și să te ia pe sus pentru a te băga la închisoare, fără să știi când sau dacă te mai întorci. Asta doar în capitală. Dar apoi în 1970 Stroessner a mai dat o lege cum că poliția te putea lua și să-ți dea domiciliu forțat în capitală pentru ca mai apoi să te ducă la închisoare. Să nu mai zicem că starea de asediu mai prevedea că toate adunările și manifestațiile publice sunt ilegale. Tirania lui Stroessner a dus la moartea a 3000-4000 de oameni iar alți 400-500 au "dispărut". Nu știm exact numărul de victime deoarece victimele erau aruncate în râu. Deși uneori hainele însângerate ale victimei era expediate familiei. Foarte multe victime erau jurnaliști care scriau rele despre Stroessner (pe durata tiraniei lui Stroessner nu era presă liberă). Una din cele mai brutale omucideri comise de regimul lui Stroessner a fost cea a unui lider de partid rival: a fost tăiat (de viu) cu drujba în timp ce Stroessner asculta urletele și gemetele victimei prin telefon (până în 1962 Paraguay a fost un stat unipartid). Cum a putut face toate astea? Stroessner era anticomunist deci era sprijinit de Statele Unite. Cum Stroessner a permis criminalilor de război naziști (printre care și Mengele) să emigreze în Paraguay, jurnaliștii străini au numit regimul lui Stroessner: "regimul nazist al omului sărac". Un ultim detaliu macabru a fost faptul că Stroessner a comis genocid. Indienii Aiché erau un trib din estul țării care ocupau un teren bogat în minerale (deci valoros). Stroessner (finanțat de americani) a trimis armata acolo și au masacrat câteva mii de indieni. Restul au fost luați în sclavie. În 1974 Organizația Națiunilor Unite l-a acuzat pe Stroessner de genocid. Atât! Nimeni nu a avut curajul să declare război Paraguayului. Dictatura lui Stroessner s-a terminat la data de 3 februarie 1989 în urma unei lovituri de stat conduse de generalul Andreas Rodriguez. În total dictatura lui Stroessner a durat 35 de ani (deci 8 mandate); cea mai lungă dictatură din America de Sud.